# 立霧主山
立霧主山（りつむしゅざん、たっきりぬしやま）は、台湾花蓮県秀林郷にある標高3,070mの山である。

## 概要
立霧主山は奇莱北峰と帕托魯山のほぼ中間、中央山脈から東に延びる支脈上に位置し、台湾百岳の中で93位だった。山容は尖った険しい岩山で、山頂には巨岩や奇岩が多い、三等三角点が設置されている。
現在使用されている主な登山道には、合歓山の松雪楼前入口（奇莱登山口）から黒水塘鞍部・奇莱北峰・月形池・磐石山・太魯閣大山の北側の鞍部を経由するもの、中横公路の慈母橋側の入口（岳王亭登山口）から1号索道・0キロの工寮・9キロの工寮・12キロの研海林道・乾水池営地を経由するものが挙げられる。